# Томаюл-Ноу
Томаюл-Ноу (рум. Tomaiul Nou) — село в Леовському районі Молдови. Адміністративний центр однойменної комуни, до складу якої також входить село Сереціка-Веке.